# Mitofusin-1
Mitofusin-1 (MFN1) je protein, který je u člověka kódován genen MFN1.
MFN1 je protein zprostředkující mitochondriální fúzi. Mitofusin-1 a mitofusin-2 jsou homology proteinu "fuzzy onion" (Fzo) u octomilky. Oba jsou mitochondriální membránové proteiny lokalizované na vnější mitochondriální membráně, které spolu interagují a usnadňují tak mitochondriální cílení. Stejně tak oba proteiny disponují GTPázovou doménou, která je nezbytná pro jejich funkci.